# Mahindra Satyam
Mahindra Satyam (ehemals Satyam Computer Services Ltd.) war ein indisches Software- und Beratungsunternehmen mit Firmensitz in Hyderabad. Das Unternehmen war im Finanzindex BSE Sensex gelistet.
Satyam wurde 1987 von Ramalinga Raju gegründet und hat eigenen Angaben zufolge etwa 29.000 Mitarbeiter weltweit. Im Rahmen des Bilanzskandals kam 2009 heraus, dass mindestens 6000 Mitarbeiter einfach erfunden wurden, damals wurde die Anzahl der Mitarbeiter weltweit noch mit knapp 53.000 angegeben. Seit Juni 2009 firmierte das Unternehmen nach einer Übernahme durch Tech Mahindra, der IT-Tochter der Mahindra Group, als Mahindra Satyam. In Tech Mahindra ging das Unternehmen schließlich auch Ende Juni 2013 vollständig auf.
Das Wort „Satyam“ ist die südindische Variante des Sanskrit-/Hindi-Wortes satya und bedeutet auf Deutsch „Wahrheit“.
Das Computerunternehmen bot seine Dienstleistungen, wie Softwareprogrammierung, IT-Beratung und Auslagerung zu günstigen Preisen auch zahlreichen internationalen Konzernen wie Sony, Nestlé und General Electric an.

## Bilanzskandal 2009
Anfang Januar 2009 wurde bekannt, dass das Unternehmen in einen Bilanzmanipulationsskandal verwickelt ist. Ramalinga Raju gab bekannt, dass der Gewinn des Unternehmens über mehrere Jahre überhöht ausgewiesen worden sei. Während die finanzielle Lage des Unternehmens weiterhin ungeklärt ist, hat ein Vorstandsmitglied des direkten Konkurrenten infosys ein Übernahmeinteresse seines Unternehmens verneint.
Der Vorstandschef Ramalinga Raju und dessen Bruder, das ehemalige Verwaltungsratsmitglied Rama Raju, sowie der ehemalige CFO Vadlamani Srinivas sitzen in Hyderabad im Gefängnis. Der bisherige Satyam-Verwaltungsrat wurde aufgelöst.
Raju hatte in einem Schreiben an den Aufsichtsrat massive Bilanzfälschungen zugegeben. So habe er Ende September 2008 für das vorausgegangene Quartal eine Gewinnmarge von 24 Prozent ausgewiesen – in Wirklichkeit liege sie nur bei drei Prozent. Allein das Firmenvermögen sei um umgerechnet 760 Millionen Euro zu hoch angegeben worden. Insgesamt belaufen sich die Fehlbeträge auf mehr als eine Milliarde Euro. Die Fälschungen hätten mit einer kleinen Lücke begonnen und sich über die Jahre hinweg immer mehr ausgeweitet, schrieb Raju. „Ich habe einen Tiger geritten und wusste nicht, wie ich absteigen kann, ohne gefressen zu werden.“
Ein Economic-and-Political-Weekly-Leitartikel bezweifelt die angeblichen Geschäftsverluste und vermutet vielmehr, dass Gelder abgezweigt worden seien für persönliche Zwecke der Promotoren und/oder an staatliche Auftraggeber bzw. mit den Regierungsparteien liierte Unternehmen. Es werden unvermeidlich Fragen laut über die Jahre hindurch mangelnde Überwachung durch die hochdotierten unabhängigen Aufsichtsratsmitglieder sowie die hierfür verantwortlichen Wirtschaftsprüfer.
Nach Bekanntwerden des Bilanzskandals war der Aktienkurs von Satyam an der Börse in Mumbai binnen weniger Stunden um fast 78 Prozent eingebrochen. Der Wert des Unternehmens schmolz damit innerhalb weniger Monate von sieben Milliarden Dollar auf knapp 500 Millionen Dollar zusammen. Die Finanzbranche spricht bereits von einem indischen Enron-Fall und zieht damit Parallelen zu dem folgenschweren Kollaps des US-Energiehändlers.